# Spirit the Earth Aflame
Spirit the Earth Aflame – trzeci album studyjny irlandzkiego zespołu black metalowego Primordial. Wydawnictwo ukazało się 30 października 2000 roku nakładem wytwórni muzycznej Hammerheart Records.

## Lista utworów
Opracowano na podstawie materiału źródłowego.
1. „Spirit the Earth Aflame” (sł. A.A. Nemtheanga, muz. Primordial) – 02:25
2. „Gods to the Godless” (sł. A.A. Nemtheanga, muz. Primordial) – 07:49
3. „The Soul Must Sleep” (sł. A.A. Nemtheanga, muz. Primordial) – 06:39
4. „The Burning Season” (sł. A.A. Nemtheanga, muz. Primordial) – 08:44
5. „Glorious Dawn” (sł. A.A. Nemtheanga, muz. Primordial) – 07:24
6. „The Cruel Sea” (muzyka tradycyjna) – 04:05 (utwór instrumentalny)
7. „Children of the Harvest” (sł. A.A. Nemtheanga, muz. Primordial) – 08:31